# Ткач Дмитро Васильович
Дмитро́ Васи́льович Ткач (11 вересня 1912, Орлик — 7 липня 1993, Київ) — український радянський письменник. Лауреат Республіканської літературної премії імені Лесі Українки за 1981 рік.

## Життєпис
Народився 29 серпня [11 вересня] 1912 року у селі Орлику (нині Полтавський район, Полтавської області, Україна) у сім'ї столяра. Після закінчення семирічної школи працював горновим та пресувальником на Дружківському металургійному заводі на Донбасі, був працівником заводської багатотиражки.
1932 року направлений на курси працівників преси при Центральному Комітеті КП(б)У в Харкові, по закінченню яких працював у редакції криворізької газети «Червоний гірник». Служив у Робітничо-селянському червоному флоті, після чого знову працював в редакції газети, навчався у Криворізькому учительському інституті, який закінчив 1940 року.
Учасник німецько-радянської війни. Служив моряком, командиром відділення радистів, старшиною сторожового корабля «Шторм» Чорноморського флоту. Член ВКП(б) з 1943 року. Нагороджений орденами Червоної Зірки (26 вересня 1943), Вітчизняної війни II (13 жовтня 1945) та I (1985) ступенів; медалями «За оборону Кавказу» (1 травня 1944), «За відвагу» (17 серпня 1944), «За перемогу над Німеччиною у Великій Вітчизняній війні 1941—1945 рр.» (9 травня 1945).
Після війни обіймав посади заступника головного редактора журналу «Дніпро», головного редактора видавництва «Молодь», директора видавництва дитячої літератури «Веселка». З 1958 року мешкав у Києві в будинку на вулиці Михайла Коцюбинського, № 2. Наприкінці життя страждав від невиліковної хвороби очей. Помер у Києві 7 липня 1993 року. Похований у Києві на Байковому кладовищі.

## Творчість
Автор оповідань, повістей, романів. Перше оповідання було надруковане у 1932 році у журналі «Забій». Окремими виданнями вийшли твори:
- повість «Моряки» (1948);
- повість «Плем'я дужих» (1948);
- повість «Чергове завдання» (1951);
- роман «Крута хвиля» (1954, 1988);
- роман-трилогія «Плем'я дужих» (1957);
- роман «Крута хвиля» (1957);
- збірка оповідань і нарисів «Господарі надр» (1957);
- збірка оповідань і нарисів «Чергове завдання» (1957);
- повість «Зріла молодість» (1957);
- книга для дітей «Гриць хоче стати моряком» (1958);
- книга для дітей «Хлопчик з берега» (1958);
- повість «Небезпечна зона» (1958);
- збірка оповідань «Жди. люба дівчино» (1959);
- роман «Арена» (1960);
- повість «Чорне сальто» (1962, 1986);
- роман «У нас в гуртожитку» (1966);
- повість «Генуезька вежа» (1969);
- повість «Суду не буде» (1971);
- роман «Шторм і штиль» (1971);
- збірка прози «Спокійне море» (1974);
- повість «Дорога в Ясне» (1980);
- роман «Помста Сапун-гори» (1987).

Звертався до постаті Тараса Шевченка в оповіданнях «Кобзар» («Радянська Україна» / 26 травня 1964), «Лакей і пан» (Зміна / 1964. № 5) та «На хрестах»
(Україна / 1964. № 13), де Шевченко постає як духовно сильна і внутрішньо вільна людина, здатна виступити проти людського поневолення.

## Вшанування

Меморіальна дошка.

У Києві, на фасаді будинку на вулиці Михайла Коцюбинського, № 2, де з 1958 по 1993 рік мешкав і працював письменник, встановлена бронзова меморіальна дошка з його барельєфом.